# Порт де Бомбес
Порт де Бомбес (мальт. Bieb il-Bombi, итал. Porta delle Bombe) ― декоративные ворота во Флориане (Мальта). Построены в стиле барокко, украшены рельефными гербами и мальтийскими крестами.

## История
Ворота были построены в 1721 году как часть фоссебреи Флорианских укреплений по проекту архитектора Шарля Франсуа де Мондиона. Первоначально они были одноарочными.
В конце XIX века по инициативе архитектора Э. У. Данфорда к воротам была пристроена вторая арка ― чтобы приспособить Порт де Бомбес к интенсивному движению транспорта в районе Великой гавани. Ворота были открыты для движения 17 августа 1868 года.
В начале XX века некоторые украшения в арках были удалены для проведения через ворота трамвайной линии. Люнет за воротами также был снесён, чтобы освободить место для строительства новой дороги. В 1930-х годах были снесены валы по обе стороны ворот, из-за чего они стали больше похожи на триумфальную арку.
Ворота были отреставрированы в период с сентября 2002 года по март 2003 года. Реставрационные работы включали в себя укрепление конструкции ворот и установку на них системы освещения.

## Галерея

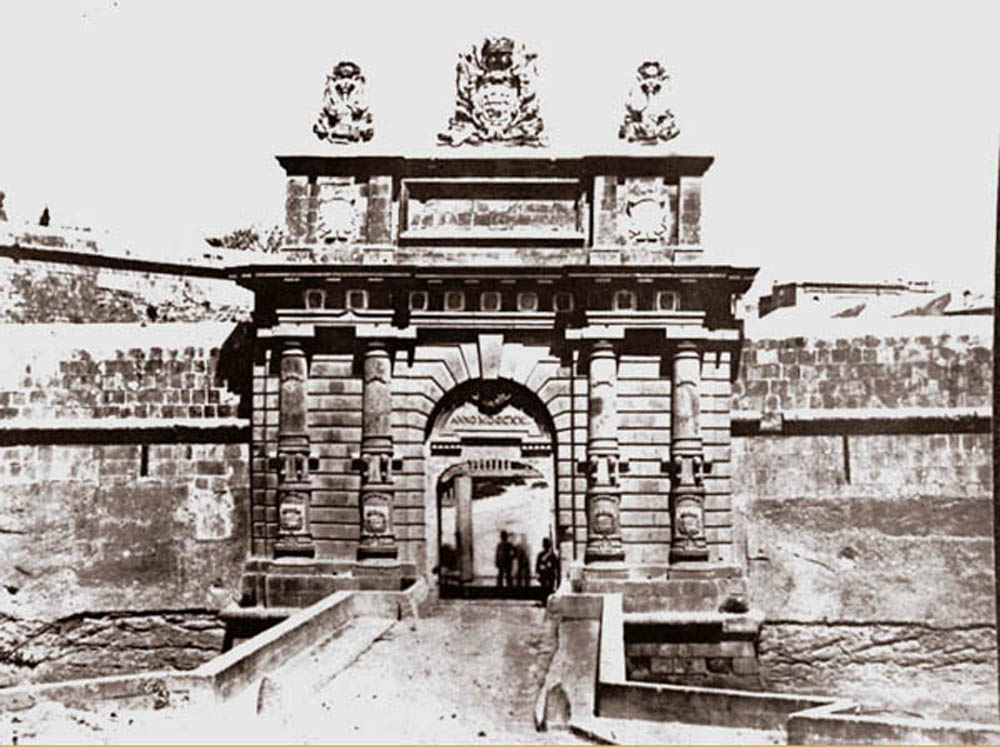
Ворота в 1860-х годах
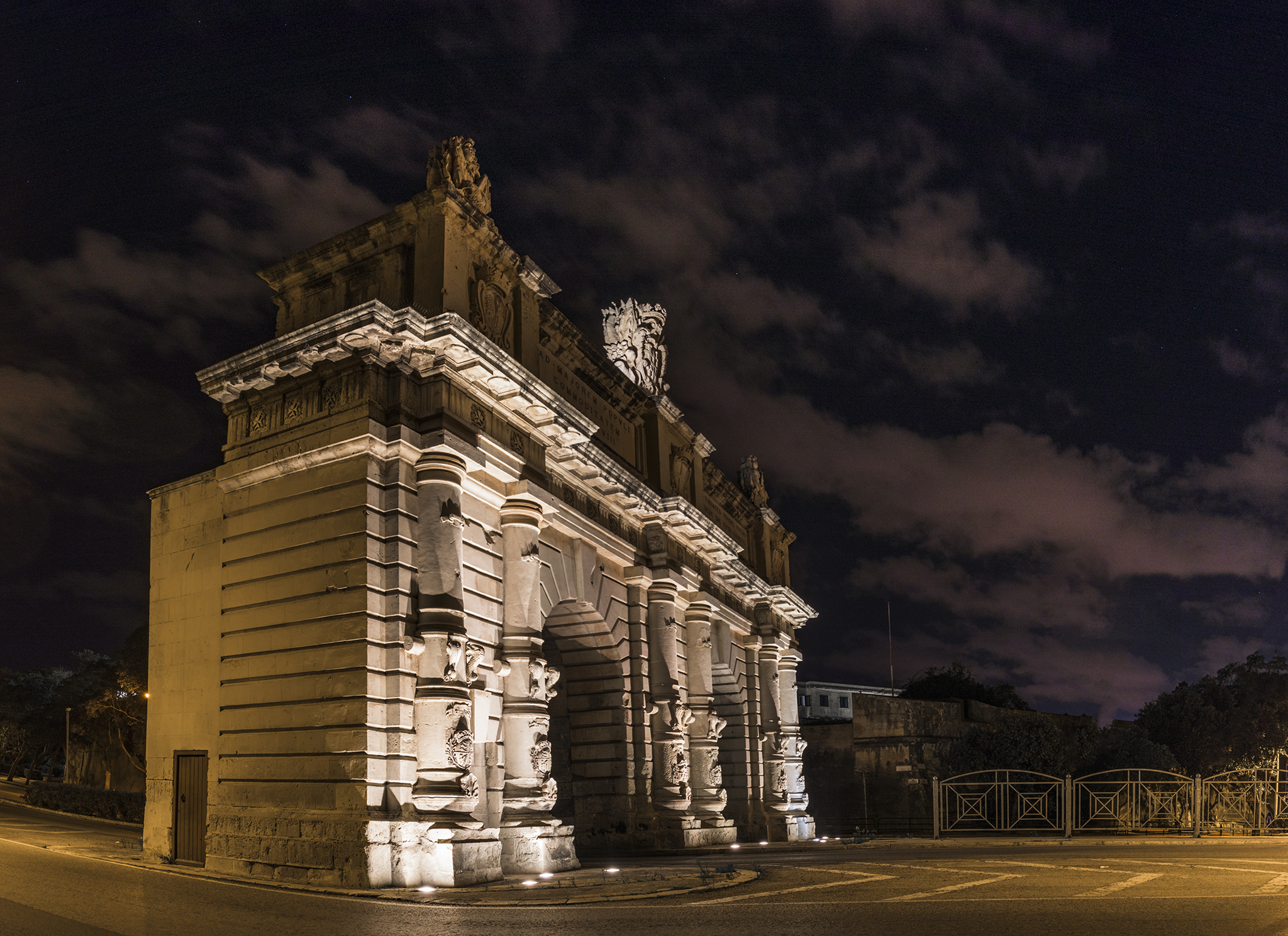
Ворота ночью
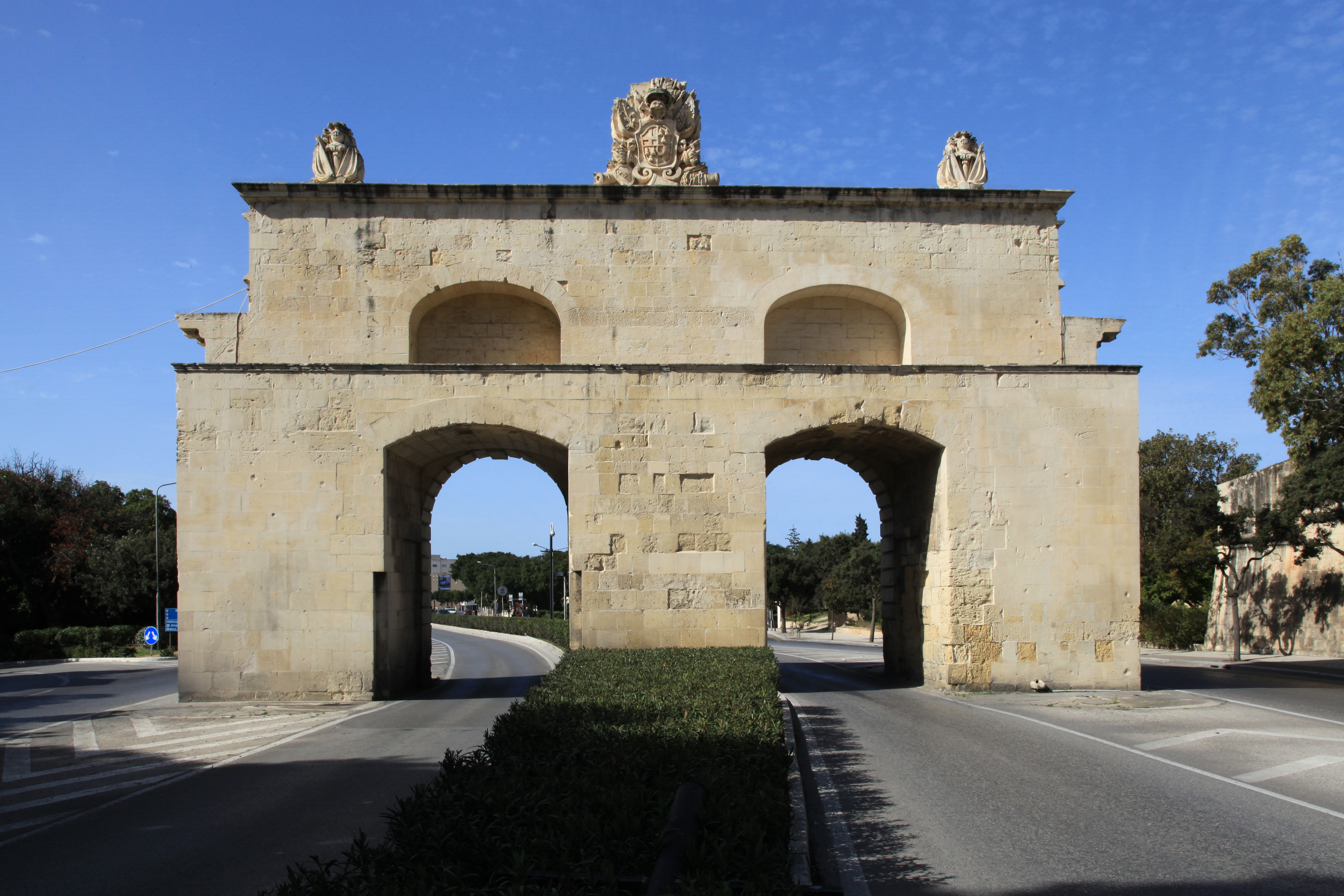
Вид сзади
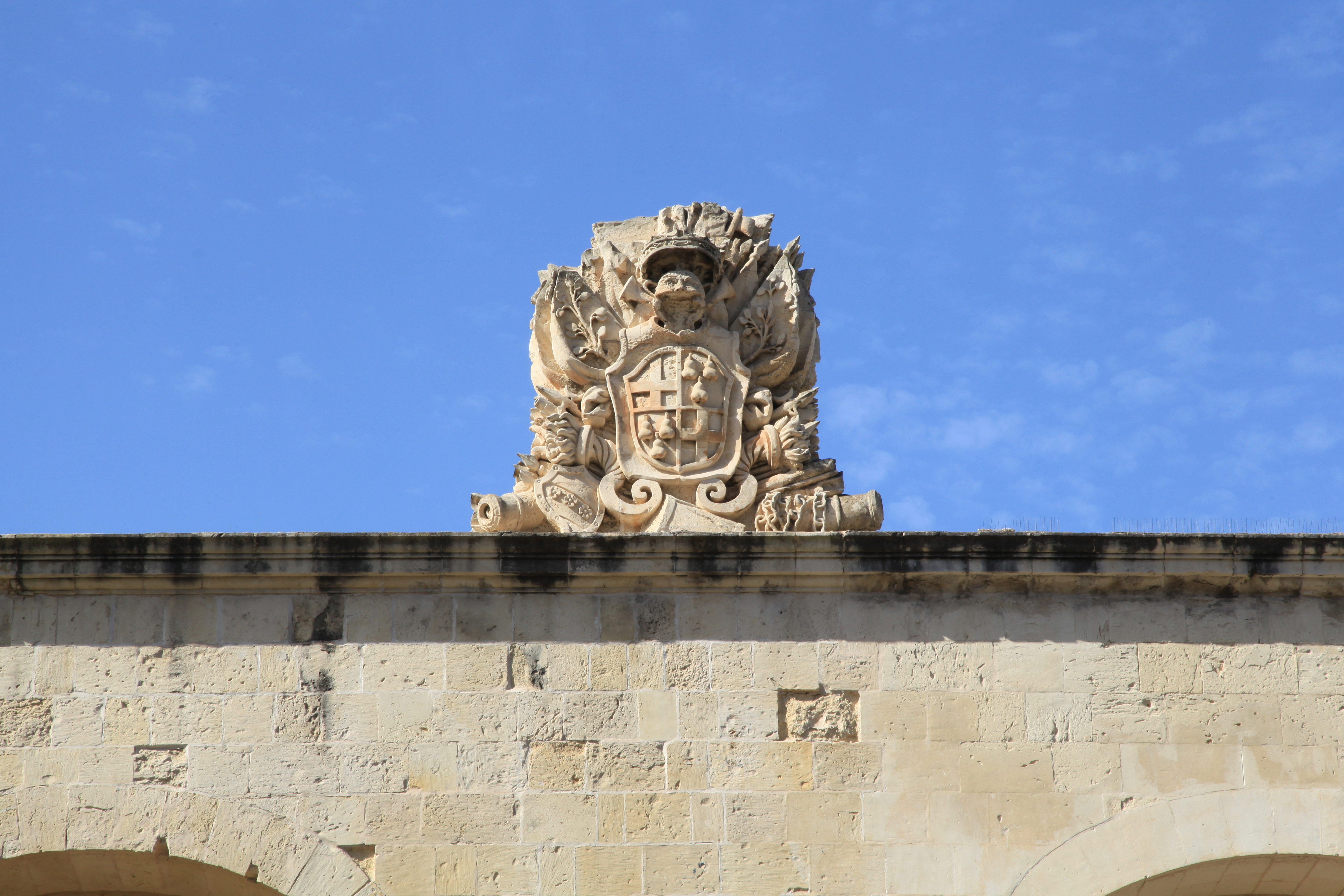
Рельефный герб